# Асторія (Іллінойс)
Асторія (англ. Astoria) — місто (англ. town) в США, в окрузі Фултон штату Іллінойс. Населення — 929 осіб (2020).

## Географія
Асторія розташована за координатами 40°13′40″ пн. ш. 90°21′23″ зх. д. / 40.22778° пн. ш. 90.35639° зх. д. (40.227858, -90.356524).  За даними Бюро перепису населення США в 2010 році місто мало площу 1,52 км², уся площа — суходіл.

## Демографія
Згідно з переписом 2010 року, у місті мешкала 1141 особа в 467 домогосподарствах у складі 304 родин. Густота населення становила 752 особи/км².  Було 514 помешкання (339/км²).
Расовий склад населення:
| - 98,9 % — білих - 0,2 % — корінних американців |

До двох чи більше рас належало 0,9 %. Частка іспаномовних становила 0,9 % від усіх жителів.
За віковим діапазоном населення розподілялося таким чином: 22,9 % — особи молодші 18 років, 55,6 % — особи у віці 18—64 років, 21,5 % — особи у віці 65 років та старші. Медіана віку мешканця становила 40,7 року. На 100 осіб жіночої статі у місті припадало 97,1 чоловіків;  на 100 жінок у віці від 18 років та старших — 89,2 чоловіків також старших 18 років.
Середній дохід на одне домашнє господарство  становив 47 891 долар США (медіана — 33 750), а середній дохід на одну сім'ю — 57 764 долари (медіана — 47 961). За межею бідності перебувало 19,9 % осіб, у тому числі 17,9 % дітей у віці до 18 років та 8,4 % осіб у віці 65 років та старших.
Цивільне працевлаштоване населення становило 409 осіб. Основні галузі зайнятості: освіта, охорона здоров'я та соціальна допомога — 29,6 %, виробництво — 20,0 %, роздрібна торгівля — 9,5 %, оптова торгівля — 9,0 %.